# Wymiar dwuciemieniowy
Wymiar dwuciemieniowy – największa odległość między wypukłościami ciemieniowymi, mierzona u płodu dla oceny wieku ciążowego. Wyznaczana jest podczas ultrasonometrii płodu w trakcie badania ultrasonograficznego.

## Płaszczyzna pomiaru
- przekrój poprzeczny na wysokości wzgórz,
- symetryczny obraz półkul mózgowych, niewidoczny móżdżek, widoczne echo środkowe z jamą przegrody przezroczystej
- kąt insonacji 90°
- widoczne echo środkowe z jamą przegrody przezroczystej[2]

## Wykonanie pomiaru
Wyznaczenie symetrycznej płaszczyzny przekroju sklepienia czaszki i prawidłowe oznaczenie punktów:
1. od zewnętrznej krawędzi bliskiej ściany sklepienia czaszki do wewnętrznej krawędzi dalekiej ściany sklepienia,
2. od środka krawędzi bliskiej ściany sklepienia do środka krawędzi dalekiej ściany sklepienia czaszki[1].